# Sharjah Football Club
Lo Sharjah Football Club (in arabo نادي الشارقة‎?) è una società polisportiva emiratina di Sharja, capitale dell'omonimo emirato di Abu Dhabi e comprendente diverse sezioni di cui una delle più importanti è quella calcistica la cui squadra milita nella Lega professionistica degli Emirati Arabi Uniti, la massima serie del campionato emiratino di calcio.

## Storia
Nel 1966 nella città di Sharja venne costituito l' Al-Orouba Club, che nel 1974 si fuse con l'altra squadra locale dell'Al-Khaleej e assunse il nome di Sharjah Cultural and Sports Club. La squadra prese parte alla prime edizione del campionato nazionale nella stagione  1973-1974, aggiudicandosi la vittoria finale e diventando così la prima squadra ad essere proclamata campione degli Emirati Arabi Uniti. Sul tra la fine degli anni settanta e l'inizio degli ottanta la squadra conquistò per 4 volte in cinque stagioni la vittoria della Coppa del Presidente, ma sarà durante gli anni ottanta e novanta che il club si affermò come uno dei più forti degli Emirati Arabi Uniti, vincendo per altre quattro volte la UAE Football League (1986-87, 1988-89, 1993-94, 1995-96) e conquistando in altre tre occasioni anche la  coppa nazionale, oltre ad aggiudicarsi anche l'edizione del 1993 della Supercoppa degli Emirati Arabi Uniti.
Il club fornì ben otto dei ventidue giocatori alla nazionale emiratina che partecipò a Italia 1990: Muhsin Musabah, Eissa Meer, Yousuf Hussain, Abdulrahman Al-Haddad, Ibrahim Meer, Hussain Ghuloum, Abdulaziz Mohamed e Ali Thani.
Dopo il periodo di successi che aveva caratterizzato il decennio precedente, nella seconda parte degli anni novanta lo Sharjah visse anni di declino che culminarono nella stagione 1998-99, quando la squadra concluse al penultimo posto la classifica del campionato venendo retrocesso per la prima volta nella sua storia nella Prima divisione degli UAE. Nella seconda divisione il club rimase per una sola stagione e dopo aver concluso al primo posto in classifica l'edizione 1999-2000, ottenne nuovamente la promozione per la UAE Football League.

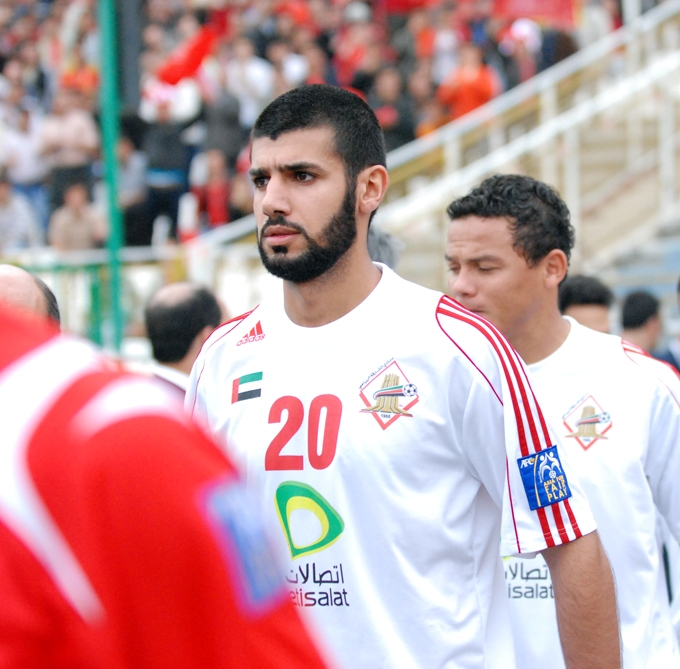
Hussein Alaa Hussein, con la maglia dello Sharjah durante la stagione 2008-2009

Lo Sharjah ritornò alla vittoria di un trofeo nazionale con l'avvento del nuovo millennio, aggiudicandosi per l'ottava volta la coppa nazionale nella stagione 2002-2003 dopo aver sconfitto ai rigori l' Al-Wahda; negli anni successivi, però, il club visse una nuova fase di decadenza sia dal punto di vista dei risultati sportivi sia dal punto di vista economico. Questa fase di declino raggiunse il culmine con la retrocessione in Prima Divisione, la seconda nella storia del club, dopo aver concluso all'ultimo posto in classifica il campionato 2011-2012. La squadra, però, guadagnò prontamente la promozione nella massima serie nazionale, concludendo il campionato cadetto 2012-2013 al secondo posto.
Nell'estate 2017 la squadra portò a compimento la fusione con l'altro principale club dell'emirato di Sharja, l'Al-Shaab, cambiando la denominazione del club in Sharjah Football Club.
Due anni dopo la fusione e a ventitré dall'ultima volta, lo Sharjah tornò alla vittoria del campionato emiratino concludendo al primo posto nella stagione 2018-2019, con una sola sconfitta in tutto il torneo, stabilendo così anche il record nazionale per il minor numero di sconfitte in una singola stagione. Nel settembre successivo la squadra batte ai rigori per 4-3 lo Shabab Al-Ahli aggiudicandosi così la Supercoppa degli Emirati Arabi Uniti 2019 ottenendo il successo nella competizione per la seconda volta.
Il periodo di successi per le Api bianche continuò, terminata al secondo posto in classifica nella UAE Pro League, la squadra vinse la Coppa del Presidente degli Emirati Arabi Uniti 2021-2022 in una inedita finale giocata non a maggio ma nell'ottobre 2022 per permettere alla Nazionale degli Emirati Arabi Uniti di preparare al meglio la decisiva sfida contro l'Australia, valida per le Qualificazioni a Qatar 2022, al successo nella coppa nazionale fece seguito nel febbraio 2023 la vittoria Supercoppa degli Emirati Arabi Uniti 2022 grazie al 1-0 nella sfida contro l'Al-Ain.
La stagione successiva quella 2022-2023, nonostante un deludente settimo posto finale nella UAE Pro League, ha visto lo Sharjah  vincere per la prima volta nella sua storia la UAE League Cup dopo il successo per 2-1 in finale contro l'Al-Ain. Due mesi dopo le due squadre si sono ritrovate nuovamente difronte per aggiudicarsi l'ennesimo trofeo, e lo Sharjah anche questa volta è riuscito ad imporsi sui rivali dell'Al-Ain dopo una lunghissima lotteria di rigori, terminata col risultato di 14 a 13, ottenendo così il trionfo nella Coppa del Presidente degli Emirati Arabi Uniti 2022-2023, il decimo nella storia del club.
Nel 2023-24, conclude il campionato al quarto posto, sufficiente per qualificarsi alla AFC Champions League Two, e lì, compie un cammino straordinario nella stagione successiva. Dopo aver superato i gironi insieme ai giordani dell'Al-Wehdat, battono un'altra squadra giordana, l'Al-Hussein agli ottavi (0-0 aggregato, 3-0 ai rigori), i connazionali dello Shabab Al-Ahli (2-2 aggregato, 5-4 ai rigori) e gli arabi dell'Al-Taawoun (ribaltando la sconfitta all'andata per 0-1 con una vittoria in casa per 2-0), giungendo così in finale contro i singaporesi del Lion City Sailors, vinta per 1-2.

## Cronistoria

### Partecipazione ai campionati
| Livello | Categoria          | Partecipazioni | Debutto   | Ultima stagione |
| ------- | ------------------ | -------------- | --------- | --------------- |
| 1°      | UAE Pro League     | 48             | 1973-1974 | 2024-2025       |
| 2°      | UAE First Division | 2              | 1999-2000 | 2012-2013       |

## Strutture
Il club dispone di due stadi principali, entrambi situati nella città di Sharja: lo Sharjah Stadium, situato nel quartiere di Samnan, e lo Stadio Khalid Bin Mohammed, situato invece nel quartiere di Al Hazzana.
Lo Sharjah Stadium, è uno stadio polivalente situato a Sharja, principalmente utilizzato per le partite di calcio. È la sede principale dello Sharjah, lo stadio offre una capacità massima di 18.000 posti a sedere, accogliendo sia i tifosi locali sia quelli delle squadre avversarie. L'impianto ha ospitato sei incontri della Coppa d'Asia 2019, incluso l'ottavo di finale tra Giappone e Arabia Saudita.
Lo Stadio Khalid Bin Mohammed, situato sempre a Sharja, è anch'esso uno stadio polivalente con una capienza massima di 10.000 spettatori. Lo stadio fino al 2017 era l'impianto casalingo dell'Al-Shaab, ma dopo la fusione tra le due squadre è passato sotto la proprietà dello Sharjah; questo impianto si distingue per la presenza di un manto in erba artificiale, che garantiscono condizioni di gioco ottimali tutto l'anno, indipendentemente dalle condizioni climatiche. Lo stadio è dotato di moderne strutture di supporto, tra cui sistemi di illuminazione artificiale avanzati  per partite serali, e spogliatoi ben attrezzati, ideali per soddisfare le esigenze sia dei giocatori professionisti che delle squadre ospiti. Lo stadio viene principalmente usato dalle squadre giovanili del club.

## Società
La società polisportiva è guidata dal cosiddetto, Consiglio di amministrazione dello Sharjah Club, ossia l'organo amministrativo supremo nella struttura organizzativa del club, che comprende lo Sharjah Football Company, la Sharjah Individual Games Company, la Sharjah Collective  Games Company  e la  Sharjah Investment Company.
La sezione di calcio della polisportiva, conosciuta anche come Sharjah Football Club Company, è una delle società che operano sotto l'egida dello Sharjah and Cultural Club. La Sharjah Football Company è stata fondata nel 2008, all'inizio dell'era del professionismo per il calcio negli Emirati Arabi Uniti, portando al riconoscimento ufficiale della completa separazione tra il calcio e le altre discipline sportive della polisportiva. Il primo presidente della società è stato Yahya Abdul Karim. La società ha continuato a operare sotto la direzione del consiglo di amministrazione fino all'approvazione del sistema di licenze per i club professionistici da parte della UAEFF e dell'AFC. Dal 2014, la società è regolarmente autorizzata a operare come club professionistico, ricevendo tale licenza su base annuale..

### Consiglio di Amministrazione
- Sultan III bin Muhammad al-Qasimi - Proprietario
- Ali Salem Al Midfa - Presidente del consiglio di amministrazione
- Abdulaziz Saeed Al Muhairi - Capo del Dipartimento di Salute e Medicina Sportiva
- Muhammad Ali Al Hammadi - Capo del Dipartimento Affari Legali
- Tariq Saeed Allai - Capo del Dipartimento Media e Social Media
- Abdullah Muhammad Al-Ajlah - Presidente Sharjah Football Company
- Suleiman Al-Hajri - Presidente Individual Games Company
- Mohamed Obaid Al-Hussan - Presidente Collective Games Company
- Ibrahim Mohammed Al-Jarwan - Capo del Dipartimento Investimenti e Marketing
- Sultan Ibrahim Al-Askar - Capo del Dipartimento Affari Finanziari e Amministrativi
- Tariq Al Midfa - Capo del Dipartimento Strategia e Qualità

## Altre sezioni sportive
Lo Sharjah non si limita al calcio, ma si distingue per il suo impegno nello sviluppo di diverse discipline sportive, sia individuali che di squadra. Le sezioni sportive del club comprendono attività di alto livello in discipline individuali come karate, ciclismo, judo, scherma, atletica e nuoto, garantendo una formazione completa agli atleti. Parallelamente, lo Sharjah vanta una solida presenza anche negli sport di squadra, in particolare nella pallacanestro, nella pallamano e nel futsal, dove le sue squadre competono con successo sia a livello locale che internazionale.
- Pallacanestro: La sezione di pallacanestro dello Sharjah prende parte alla UAE Basketball League, il massimo campionato di basket degli Emirati Arabi Uniti. La squadra ha conquistato nella stagione 2019-20 il suo primo titolo nazionali, affermandosi come una delle formazioni più competitive del paese anche fuori dai confini nazionali, avendo vinto per due volte il Gulf Basketball Clubs Championship ed in una occasione l'Arab Club Basketball Championship.
- Pallamano: La squadra di pallamano del club partecipa alla UAE Handball League, competizione che ha conquistato per ben 18 volte nella sua storia e che vince consecutivamente da 8 stagioni[12]. La sezione di pallamano è la più titolata della nazione e nel novembre del 2024 ha anche conquistato la vittoria della Asian Club League Handball Championship, conquistando per la prima volta il titolo di campioni d'Asia[13].
- Futsal: La sezione di futsal dello Sharjah gioca nella UAE Futsal League, il massimo campionato nazionale, torneo che ha conquistato per due edizioni consecutive nelle stagione 2021-2022 e 2022-2023, dimostrandosi una protagonista della disciplina negli Emirati Arabi Uniti.

## Organico

### Rosa 2024-2025
Aggiornata al 13 aprile 2025
| N. |                                | Ruolo | Calciatore          |
| -- | ------------------------------ | ----- | ------------------- |
| 1  | Emirati Arabi Uniti (bandiera) | P     | Khaled Tawhid       |
| 2  | Emirati Arabi Uniti (bandiera) | D     | Hamad Fahad         |
| 3  | Emirati Arabi Uniti (bandiera) | D     | Al Hassan Saleh     |
| 4  | Emirati Arabi Uniti (bandiera) | D     | Shahin Abdulrahman  |
| 5  | Croazia (bandiera)             | D     | Maro Katinić        |
| 7  | Emirati Arabi Uniti (bandiera) | C     | Caio                |
| 8  | Emirati Arabi Uniti (bandiera) | C     | Mohammed Abdulbasit |
| 9  | Spagna (bandiera)              | A     | Paco Alcácer        |
| 10 | Tunisia (bandiera)             | C     | Mohamed Ben Larbi   |
| 11 | Emirati Arabi Uniti (bandiera) | C     | Luanzinho           |
| 13 | Emirati Arabi Uniti (bandiera) | D     | Salem Sultan        |
| 14 | Emirati Arabi Uniti (bandiera) | C     | Khaled Ba Wazir     |
| 16 | Croazia (bandiera)             | C     | Darko Nejašmić      |
| 17 | Emirati Arabi Uniti (bandiera) | C     | Dhari Fahad         |
| 18 | Emirati Arabi Uniti (bandiera) | D     | Abdullah Ghanem     |
| 19 | Emirati Arabi Uniti (bandiera) | D     | Khaled Ibrahim      |
| 20 | Corea del Sud (bandiera)       | D     | Cho Yu-min          |
| 21 | Emirati Arabi Uniti (bandiera) | A     | Mayed Al-Kass       |

| N. |                                | Ruolo | Calciatore                                   |
| -- | ------------------------------ | ----- | -------------------------------------------- |
| 22 | Emirati Arabi Uniti (bandiera) | D     | Marcus Meloni                                |
| 23 | Suriname (bandiera)            | A     | Tyrone Conraad                               |
| 24 | Emirati Arabi Uniti (bandiera) | C     | Majid Rashid                                 |
| 25 | Emirati Arabi Uniti (bandiera) | C     | Saeed Al-Kaabi                               |
| 27 | Brasile (bandiera)             | C     | Guilherme Biro (in prestito dal Corinthians) |
| 28 | Brasile (bandiera)             | A     | Alison Matheus                               |
| 29 | Brasile (bandiera)             | D     | David Gondim                                 |
| 30 | Guinea (bandiera)              | A     | Ousmane Camara                               |
| 34 | Emirati Arabi Uniti (bandiera) | D     | Ali Al-Hadidi                                |
| 40 | Emirati Arabi Uniti (bandiera) | P     | Adel Al Hosani                               |
| 44 | Serbia (bandiera)              | D     | David Petrovic                               |
| 49 | Marocco (bandiera)             | C     | Adel Taarabt                                 |
| 53 | Emirati Arabi Uniti (bandiera) | P     | Abdulla Zaal                                 |
| 71 | Emirati Arabi Uniti (bandiera) | D     | Ali Taher                                    |
| 77 | Emirati Arabi Uniti (bandiera) | C     | Khalifa Sembaij                              |
| 88 | Emirati Arabi Uniti (bandiera) | C     | Majed Hassan                                 |
| 90 | Germania (bandiera)            | A     | Leon Dajaku                                  |
| 92 | Emirati Arabi Uniti (bandiera) | C     | Abdelrahman Murad                            |

### Staff tecnico
- Miloš Milojević - Allenatore
- Cătălin Necula - Vice Allenatore
- Gabriel Caramarin - Assistente Tecnico
- Abdulrahman Al-Haddad - Assistente Tecnico
- Eugen Nae - Allenatore Portieri
- Ferdinando Hippoliti - Preparatore Atletico
- Leandro Aiub - Fisioterapista
- Jamal Salih - Direttore Sportivo

## Palmarès

### Competizioni nazionali
- Campionato emiratino: 6

1973-1974, 1986-1987, 1988-1989, 1993-1994, 1995-1996, 2018-2019
- Coppa del Presidente degli Emirati Arabi Uniti: 10

1978-1979, 1979-1980, 1981-1982, 1982-1983, 1990-1991, 1994-1995, 1997-1998, 2002-2003, 2021-2022, 2022-2023
- Supercoppa degli Emirati Arabi Uniti: 3

1994-1995, 2019, 2022
- UAE League Cup: 1

2022-2023
- Prima Divisione (Emirati Arabi Uniti): 1

1999-2000
- Campionato Riserve (Emirati Arabi Uniti): 1

2015-2016

### Competizioni Internazionali
- AFC Champions League Two: 1

2024-2025

### Altri piazzamenti
- Campionato emiratino:

Secondo posto: 1974-1975, 1987-1988, 1991-1992, 1997-1998, 2019-2020, 2021-2022, , 2024-2025
Terzo posto: 1985-1986, 1989-1990, 1992-1993
- Coppa del Presidente degli Emirati Arabi Uniti:

Finalista: 2005-2006, 2024-2025
Semifinalista: 1996-1997, 2011-2012, 2016-2017
- UAE League Cup:

Semifinalista: 2024-2025
- Campionato emiratino di seconda divisione:

Secondo posto: 2012-2013
- Supercoppa degli Emirati Arabi Uniti: 1

Finalista: 2020
- Coppa dei Campioni del Golfo:

Secondo Posto: 1991
Terzo posto: 1988

## Partecipazioni alle Competizioni internazionali
| AFC Champions League Elite   | 1 |           |      |      |      |      |      |      |      |  |  |  |  |  |  |  |  |  |  |  |  |  |  |  |  |
| AFC Champions League Elite   | 1 | Stagione  | 2026 |      |      |      |      |      |      |  |  |  |  |  |  |  |  |  |  |  |  |  |  |  |  |
| AFC Champions League Elite   | 1 | Progressi | Qua. |      |      |      |      |      |      |  |  |  |  |  |  |  |  |  |  |  |  |  |  |  |  |
| AFC Champions League         | 6 |           |      |      |      |      |      |      |      |  |  |  |  |  |  |  |  |  |  |  |  |  |  |  |  |
| AFC Champions League         | 6 | Stagione  | 2004 | 2009 | 2020 | 2021 | 2022 | 2024 |      |  |  |  |  |  |  |  |  |  |  |  |  |  |  |  |  |
| AFC Champions League         | 6 | Progressi | QF   | Rit. | FG   | OF   | FG   | FG   |      |  |  |  |  |  |  |  |  |  |  |  |  |  |  |  |  |
| Campionato d'Asia per club   | 2 |           |      |      |      |      |      |      |      |  |  |  |  |  |  |  |  |  |  |  |  |  |  |  |  |
| Campionato d'Asia per club   | 2 | Stagione  | 1989 | 1994 |      |      |      |      |      |  |  |  |  |  |  |  |  |  |  |  |  |  |  |  |  |
| Campionato d'Asia per club   | 2 | Progressi | FG   | R1   |      |      |      |      |      |  |  |  |  |  |  |  |  |  |  |  |  |  |  |  |  |
| AFC Champions League Two     | 1 |           |      |      |      |      |      |      |      |  |  |  |  |  |  |  |  |  |  |  |  |  |  |  |  |
| AFC Champions League Two     | 1 | Stagione  | 2025 |      |      |      |      |      |      |  |  |  |  |  |  |  |  |  |  |  |  |  |  |  |  |
| AFC Champions League Two     | 1 | Progressi | C    |      |      |      |      |      |      |  |  |  |  |  |  |  |  |  |  |  |  |  |  |  |  |
| Coppa delle Coppe AFC        | 1 |           |      |      |      |      |      |      |      |  |  |  |  |  |  |  |  |  |  |  |  |  |  |  |  |
| Coppa delle Coppe AFC        | 1 | Stagione  | 1992 |      |      |      |      |      |      |  |  |  |  |  |  |  |  |  |  |  |  |  |  |  |  |
| Coppa delle Coppe AFC        | 1 | Progressi | R1   |      |      |      |      |      |      |  |  |  |  |  |  |  |  |  |  |  |  |  |  |  |  |
| Arab Club Champions Cup      | 4 |           |      |      |      |      |      |      |      |  |  |  |  |  |  |  |  |  |  |  |  |  |  |  |  |
| Arab Club Champions Cup      | 4 | Stagione  | 1988 | 1999 | 2008 | 2009 |      |      |      |  |  |  |  |  |  |  |  |  |  |  |  |  |  |  |  |
| Arab Club Champions Cup      | 4 | Progressi | FG   | FG   | R2   | Rit. |      |      |      |  |  |  |  |  |  |  |  |  |  |  |  |  |  |  |  |
| Coppa dei Campioni del Golfo | 7 |           |      |      |      |      |      |      |      |  |  |  |  |  |  |  |  |  |  |  |  |  |  |  |  |
| Coppa dei Campioni del Golfo | 7 | Edizione  | 1988 | 1991 | 1996 | 1997 | 1999 | 2006 | 2007 |  |  |  |  |  |  |  |  |  |  |  |  |  |  |  |  |
| Coppa dei Campioni del Golfo | 7 | Progressi | 3°   | 2°   | 5°   | 5°   | 5°   | FG   | FG   |  |  |  |  |  |  |  |  |  |  |  |  |  |  |  |  |

- Qua. : Qualificata, Rit. : Ritirata, Pre. : Preliminari, R1 : Primo turno, R2: Secondo turno, FG : Fase a gironi, OF : Ottavi di finale, QF : Quarti di finale, SF : Semifinali, F : Finalista, C : Campioni